# 히가시벳푸역
히가시벳푸역(일본어: 東別府駅)은 일본 오이타현 벳푸시에 있는, 규슈 여객철도 닛포 본선의 역이다.

## 역 구조
상대식 승강장 2면 2선 승강장의 설비를 가지는 지상역. 역 서점은 1911년 개업 당시의 것이다 (벳푸 시 유형 문화재 지정).
규슈 교통기획이 역 업무를 행하는 업무위탁역으로, 마르스와 POS 단말기가 설비되고 있다. 근거리 표의 승차권 자동 매표기가 설치되어 있다. 2012년 이후, 이 역에 규슈 여객철도 IC카드 SUGOCA를 도입 예정.

## 이용 현황
- 2006년도의 1일 평균 승차 인원은 263명이다 (전년도 비 - 7명).

| 승차인원추이 | 승차인원추이  |
| 년도         | 1일 평균 인수 |
| ------------ | ------------- |
| 2000         | 289           |
| 2001         | 266           |
| 2002         | 259           |
| 2003         | 255           |
| 2004         | 278           |
| 2005         | 270           |
| 2006         | 263           |

## 역 주변
이 역을 나오면 잠깐 니시오이타로 전진하는 곳에 상행 전용의 다카사키야마 터널이 있어, 오이타 근처의 부근에 있는 마린 팰리스 우미타마고 옆까지는 상·하 본선이 격리되고 있고, 닛포 본선 내에는 유일 상행선이 하행선 보다 일단 높은 위치에 있다. 이 본선 우사 - 니시야시키 간과는 정 반대의 개황이다.
- 국도 제10호선
- 하마와키 온천
- 하마와키 몰 상점가
- 유메타운 벳푸
- 오이타 마린팰리스 수족관 · 다카사키야마 자연 동물원

## 역사
- 1911년 11월 1일 : 호슈 선 하마와키 역으로서 철도원이 개업.
- 1934년 4월 15일 : 히가시벳푸 역으로 역명 개칭.
- 1987년 4월 1일 : 일본국유철도 분할 민영화에 의해 규슈 여객철도가 승계.

## 인접 역
| 닛포 본선        | 닛포 본선   | 닛포 본선                    |
| ---------------- | ----------- | ---------------------------- |
| 벳푸 고쿠라 방면 | ■ 닛포 본선 | 니시오이타 가고시마추오 방면 |